# Callicebus caquetensis
Callicebus caquetensis är en primat i släktet springapor som förekommer i norra Sydamerika. Enligt en studie från 2016 bör arten flyttas till det nybildade släktet Plecturocebus.
En springapa med samma utseende iakttogs redan under 1970-talet av den amerikanska zoologen Martin Moynihan men han gjorde ingen vetenskaplig beskrivning. Under den följande tiden var regionen inte tillgänglig för forskare på grund av det colombianska inbördeskriget. Åren 2008 och 2009 fick zoologer från Colombias universitet besöka området.

## Utseende
En inte fullvuxen hona hade en kroppslängd (huvud och bål) av 35 cm, en svanslängd av 61 cm, 7 cm långa bakfötter och 3 cm stora öron. Arten liknar Callicebus ornatus och Vitsvansad titi (Callicebus discolor) i utseende men den saknar den vita tvärstrimman på hjässan. Callicebus caquetensis har istället en grå tvärstrimma. Pälsen på huvudets topp, på nacken, på ryggens mitt och på svansens främre del bildas av hår som har gråbruna och ljusbruna avsnitt (se agouti). På svansens sista tredje del har håren svarta och vita avsnitt. Djuret har blek rödbruna armar och skenben. Intensivast är den röda färgen hos det tjocka skägget på kinderna. På buken förekommer bara några glest fördelade rödbruna hår och den synliga huden på buken är köttfärgad. Ansiktet är nästan naket med mörk hud.

## Utbredning
Denna springapa lever i Colombia i sydvästra delen av departementet Caquetá. Den vistas i rester av fuktiga skogar i låglandet i anslut till betesmarker. En del av utbredningsområde är träskmark.

## Status
Det största hotet mot Callicebus caquetensis är skogsavverkningar för att etablera större betesmarker, jordbruksmark eller samhällen. Dessutom jagas arten för köttets skull. IUCN befarar därför att hela beståndet minskar med mer än 80 procent under de kommande 24 åren (räknad från 2012) och listar arten som akut hotad (CR).